# Bandy-Weltmeisterschaft 1969
Die 6. Bandy-Weltmeisterschaft wurde vom 8. Februar bis 16. Februar 1969 in Schweden ausgetragen. Die Sowjetunion wurde ungeschlagen Weltmeister.
Nach 1963 trug Schweden die Weltmeisterschaft bereits das zweite Mal aus.
Die norwegische Mannschaft nahm aufgrund der Niederschlagung des Prager Frühlings durch die sowjetischen Truppen nicht am Turnier teil. Bereits 1957 verzichtete Norwegen auf die teilnahme bei der Weltmeisterschaft, nachdem die Sowjetunion den Ungarischen Volksaufstand niedergeschlagen hatte.
Die Weltmeisterschaft wurde im Gruppensystem ausgespielt. Um trotz des Fehlens von Norwegen auf sechs Spiele zu kommen, wurde eine Hin- und Rückrunde ausgetragen. Somit traf jedes Team zweimal aufeinander.

## Austragungsorte
Jedes Spiel fand an einem anderen Ort statt. Die anderen Spielorte waren Vänersborg, Lidköping, Nässjö, Örebro, Katrineholm und Uppsala.

## Teilnehmer
Am Turnier nahmen die folgenden 3 Mannschaften teil:
| 3 aus Europa | Sowjetunion | Finnland | Schweden |

## Spielrunde
| 8. Februar 1969  | Schweden    | 5:1  | Finnland    | Vänersborg  |
| 9. Februar 1969  | Finnland    | 1:10 | Sowjetunion | Lidköping   |
| 11. Februar 1969 | Sowjetunion | 4:2  | Schweden    | Örebro      |
| 13. Februar 1969 | Finnland    | 6:1  | Schweden    | Nässjö      |
| 15. Februar 1969 | Sowjetunion | 5:2  | Finnland    | Katrineholm |
| 16. Februar 1969 | Schweden    | 1:2  | Sowjetunion | Uppsala     |

## Abschlusstabelle
| Pl. |             | Sp | S | U | N | Tore  | Diff | Punkte |
| 1.  | Sowjetunion | 3  | 4 | 0 | 0 | 21:6  | +15  | 8      |
| 2.  | Schweden    | 3  | 1 | 0 | 3 | 9:13  | −4   | 2      |
| 3.  | Finnland    | 3  | 1 | 0 | 3 | 10:21 | −11  | 2      |

## Torschützenliste
|   |                  | Spieler        | Tore |
| - | ---------------- | -------------- | ---- |
| 1 | Sowjetunion 1955 | Anatoli Frolow | 5    |

## Weltmeistermannschaft
| Sowjetunion | Wiktor Gromakow Witali Danilow Anatoli Frolow Jewgeni Gorbatschow Georgi Kanarekin Wladimir Monachow Anatoli Rustschkin Wiktor Stschechowtschew Juri Stschorin | Jurij Stschalnow Nikolai Durakow Jewgeni Gerassimow Aleksander Ismodenow Juri Lisawin Michail Osinzew Wiktor Rybin Wjatscheslaw Solowjew |